# Rumänische Eishockeyliga 2008/09
Die Saison 2008/09 war die 79. Spielzeit der rumänischen Eishockeyliga, der höchsten rumänischen Eishockeyspielklasse. Meister wurde zum insgesamt elften Mal in der Vereinsgeschichte der SC Miercurea Ciuc.

## Modus
In der Hauptrunde absolvierte jede der fünf Mannschaften insgesamt 16 Spiele. Die vier bestplatzierten Mannschaften qualifizierten sich für die Finalrunde, deren beiden Erstplatzierten sich wiederum für das Meisterschaftsfinale qualifizierten. Für einen Sieg nach regulärer Spielzeit erhielt jede Mannschaft drei Punkte, bei einem Sieg nach Overtime gab es zwei Punkte, bei einem Unentschieden einen Punkt und bei einer Niederlage nach regulärer Spielzeit null Punkte.

## Hauptrunde

### Tabelle
|    | Klub              | Sp | S  | OTS | OTN | N  | T  | GT | Punkte |
| -- | ----------------- | -- | -- | --- | --- | -- | -- | -- | ------ |
| 1. | HC Miercurea Ciuc | 16 | 12 | 1   | 2   | 1  | 86 | 44 | 40     |
| 2. | SC Miercurea Ciuc | 16 | 10 | 2   | 1   | 3  | 77 | 43 | 35     |
| 3. | Steaua Bukarest   | 16 | 7  | 0   | 1   | 8  | 67 | 59 | 22     |
| 4. | SCM Brașov        | 16 | 3  | 2   | 0   | 11 | 44 | 81 | 13     |
| 5. | Progym Gheorgheni | 16 | 3  | 0   | 1   | 12 | 46 | 93 | 10     |

Sp = Spiele, S = Siege, OTS = Siege nach Overtime, OTN = Niederlagen nach Overtime, N = Niederlagen

## Finalrunde
|    | Klub              | Sp | S  | OTS | OTN | N  | T  | GT  | Punkte |
| -- | ----------------- | -- | -- | --- | --- | -- | -- | --- | ------ |
| 1. | HC Miercurea Ciuc | 18 | 14 | 1   | 2   | 1  | 93 | 44  | 46     |
| 2. | SC Miercurea Ciuc | 18 | 9  | 3   | 1   | 5  | 75 | 56  | 34     |
| 3. | Steaua Bukarest   | 18 | 6  | 0   | 2   | 10 | 73 | 79  | 20     |
| 4. | SCM Brașov        | 18 | 2  | 1   | 0   | 15 | 44 | 106 | 8      |

Sp = Spiele, S = Siege, OTS = Siege nach Overtime, OTN = Niederlagen nach Overtime, N = Niederlagen

## Meisterschaftsfinale
- HC Miercurea Ciuc – SC Miercurea Ciuc  1:4 (4:6, 1:3, 5:3, 2:3, 2:3)